# Salama-affären
Salama-affären utspelade sig i Finland efter utgivningen av författaren Hannu Salamas roman Juhannustanssit hösten 1964 (omarbetad upplaga 1966, på svenska Midsommardansen, 1965). Romanen hyllades av kritikerna, men inom kyrkliga kretsar ansågs den vara synnerligen anstötlig; i synnerhet ett avsnitt i vilket romanens protagonist i berusat tillstånd fäller några nedsättande kommentarer om Jesus.
Ärkebiskop Martti Simojoki fördömde romanen skarpt och 19 riksdagsmän från Samlingspartiet inlämnade ett spörsmål, där det i allmänna ordalag talades om pornografi och religionsfientlighet. Justitieminister J.O. Söderhjelm överlät ärendet till Helsingfors rådstuvurätt och i september 1966 fälldes författaren i hovrätten. Detta väckte kritik i såväl Finland som internationellt; bland andra nobelpristagarna Halldór Laxness och Jean-Paul Sartre fördömde domen. I mars 1967 fastställde Högsta domstolen hovrättens dom mot Salama, tre månaders fängelse villkorligt för hädelse, medan bötesstraffet mot förlaget Otava upphävdes. De dömda ålades även att betala en penningsumma till staten för sina intäkter på boken.
I augusti 1968 benådade president Urho Kekkonen författaren samtidigt som betalningsskyldigheten för honom och förlaget upphävdes. Salama-affären ledde även till att straffbestämmelserna för hädelse reviderades. Processen kom att betraktas som en symbol för den vid denna tid pågående kampen mellan det vikande agrara Finland som genomsyrades av kristliga värderingar och ett urbant pluralistiskt samhälle som gav utrymme för flera synsätt.